# 平維良
平 維良（たいら の これよし）は、平安時代中期の武将。大掾維良とも呼ばれる。

## 略歴
平兼忠の子だが『尊卑分脈』には見えない。
長保5年（1003年）下総国府を焼討ちして官物を掠奪したかどで押領使・藤原惟風の追補を受け、越後国に逃亡した。その後、財力によって鎮守府将軍に任官される。この背景として、兼忠・維良父子が藤原道長に近く、襲撃された下総守宮道義行が藤原実資に近かったことから、道長と実資の権力争いの中で不問で付された可能性も指摘されている。
長和3年（1014年）には鎮守府将軍の重任を得るため、藤原道長に馬20疋他豪華な貢ぎ物を行い、門前にはそれを見ようとする見物人が列をなしたという。
野口実は、『今昔物語集』巻第25第4「平維茂が郎党、殺され話」、第5「平維茂、藤原諸任を罰ちたる語」に登場する余五将軍平維茂と兼忠を同一人物とする説を展開している。